# Àcid trifluoroacètic
L'àcid trifluoroacètic (TFA) és un compost organofluorat amb la fórmula química CF3CO2H. És un àcid haloacètic, amb els tres àtoms d'hidrogen del grup acetil substituïts per àtoms de fluor. És un líquid incolor amb una olor semblant al vinagre. El TFA és un àcid més fort que l'àcid acètic, amb una constant d'ionització de l'àcid, Ka, que és aproximadament 34.000 vegades superior, ja que els àtoms de fluor altament electronegatius i la consegüent naturalesa extreta d'electrons del grup trifluorometil debilita l'enllaç oxigen-hidrogen. (permet una major acidesa) i estabilitza la base conjugada aniònica. El TFA s'utilitza àmpliament en química orgànica per a diversos propòsits.

## Síntesi
El TFA es prepara industrialment mitjançant l'electrofluoració de clorur d'acetil o anhídrid acètic, seguida de la hidròlisi del fluorur de trifluoroacetil resultant:
CH
3COCl + 4 HF → CF
3COF + 3 H
2 + HCl
CF
3COF + H
2O → CF
3COOH + HF
Quan es desitgi, aquest compost es pot assecar mitjançant l'addició d'anhídrid trifluoroacètic.
Una ruta més antiga cap a TFA passa per l'oxidació de l'1,1,1-trifluoro-2,3,3-tricloropropè amb permanganat de potassi. El trifluorotricloropropè es pot preparar mitjançant la fluoració Swarts d'hexacloropropè.

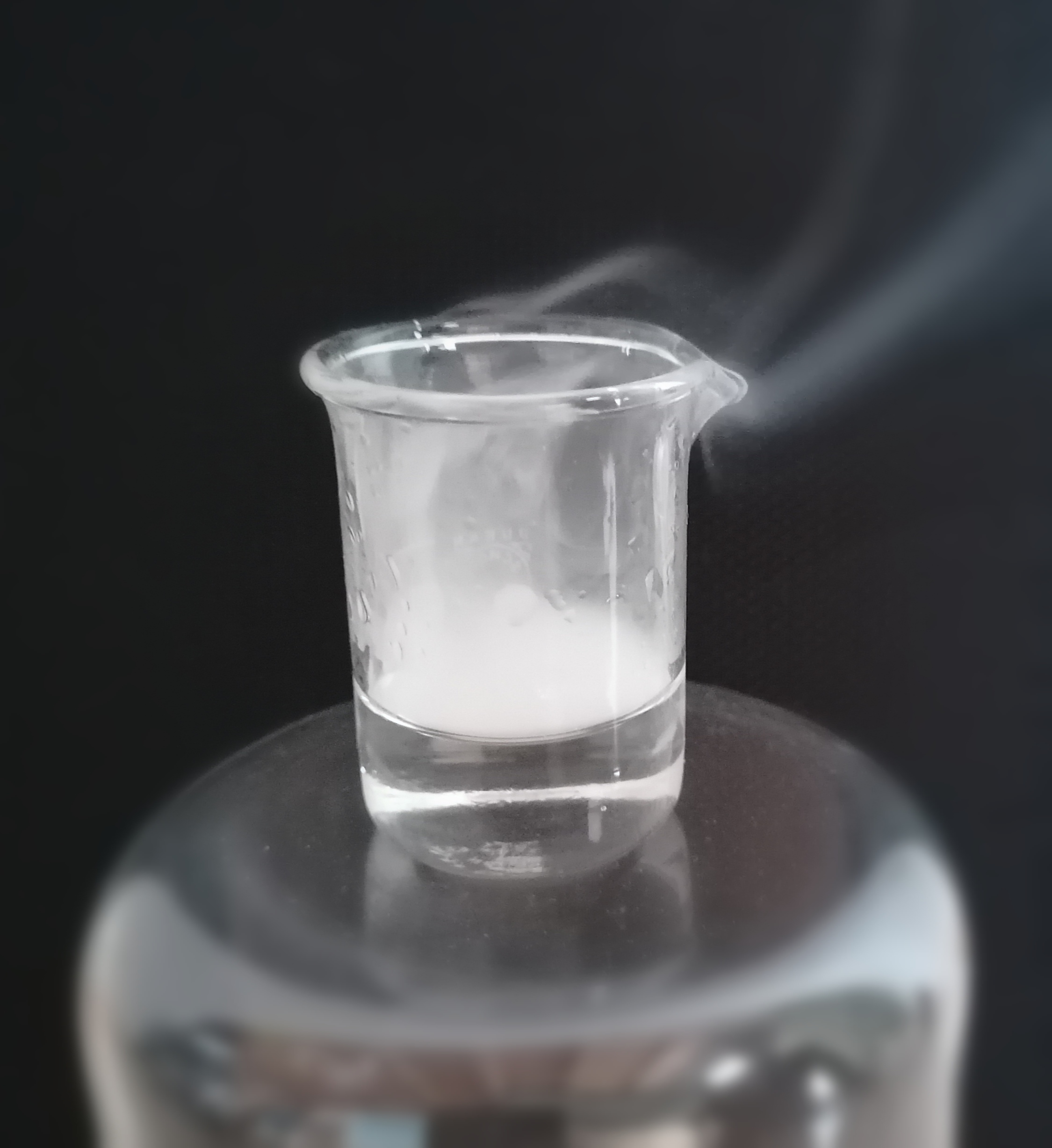
Àcid trifluoroacètic en un vas de precipitats

## Usos
El TFA és el precursor de molts altres compostos fluorats com l'anhídrid trifluoroacètic, l'àcid trifluoroperacètic i el 2,2,2-trifluoroetanol. És un reactiu utilitzat en la síntesi orgànica a causa d'una combinació de propietats convenients: volatilitat, solubilitat en dissolvents orgànics i la seva força com a àcid. El TFA també és menys oxidant que l'àcid sulfúric, però més fàcilment disponible en forma anhidra que molts altres àcids. Una complicació del seu ús és que el TFA forma un azeòtrop amb l'aigua (pb 105°C).
El TFA s'utilitza popularment com a àcid fort per eliminar grups protectors com el Boc utilitzat en química orgànica i síntesi de pèptids.
A una concentració baixa, el TFA s'utilitza com a agent d'aparellament d'ions en cromatografia líquida (HPLC) de compostos orgànics, especialment pèptids i proteïnes petites. El TFA és un dissolvent versàtil per a l'espectroscòpia de RMN (per a materials estables en àcid). També s'utilitza com a calibrant en espectrometria de masses.
El TFA s'utilitza per produir sals de trifluoroacetat.